# 大馬士革陷落 (2024年)
大馬士革陷落是2024年12月叙利亚内战主要戰役，叙利亚反对派武裝勢力取得重大勝利，攻陷首都大马士革，宣告阿薩德政權垮台。

## 過程
2024年11月以來，叙利亚内战局勢再次擴大；以沙姆解放組織為首的叙利亚反对派武裝勢力於西北部發動攻勢，先後攻陷阿勒颇、哈馬及荷姆斯等重要城市。11月底，以南方作戰室為首的南部叛軍亦開始朝北推進，在占領德拉後繼續向大馬士革進軍。
12月7日，南方陣線占領距離大馬士革南部20公里的塞奈迈因，並開始包圍大馬士革；叙利亚自由军則進據帕尔米拉，逼近大馬士革北部。與此同時，敘利亞政府軍持續潰敗，自諸多大馬士革郊區據點撤退。
12月8日凌晨，南部叛軍攻入大馬士革，城內政府軍陸續投降，而叙利亚总统巴沙尔·阿萨德據稱此前已搭機逃離首都，標誌阿薩德政權垮台。總理穆罕默德·賈拉利表示，將有序向反對派和平移交政權，確保國家機構穩定運作，並儘快舉行自由選舉。

## 反应
12月8日，以色列总理本雅明·内塔尼亚胡访问以色列和叙利亚边境，并表示巴沙尔·阿萨德政权因以色列对伊朗和真主党的打击而垮台。以色列国防军表示，巴沙尔·阿萨德政权垮台后，以色列国防军已在戈兰高地的以色列和叙利亚之间的缓冲区占据了新的阵地。以色列军方对叙利亚南部的武器库进行一系列空袭，包括苏韦达省的哈拉卡拉空军基地、德拉省的多个军事设施以及梅泽赫空军基地。